# 산조역 (니가타현)
산조역(일본어: 三条駅)은 일본 니가타현 산조시에 있는, 동일본 여객철도의 철도역이다. 신에쓰 본선이 지나간다.

## 역 구조
쌍단식 2면 2선 구조의 지상역으로, 양쪽 승강장은 과선교로 이어져 있다.
쓰바메산조역이 관리하는 업무 위탁역이다. 오전 7시부터 오후 6시 15분까지 초록 창구를 영업하고 있다. 역사에는 이밖에 자동발권기, 맞이방, 자동판매기, 화장실 등이 있으며, 자동개찰기에서는 스이카 및 제휴 교통카드의 사용이 가능하다.

### 승강장
| 1 | ■ 신에쓰 본선 | 히가시산조 · 니쓰 · 니가타 방면 |
| 2 | ■ 신에쓰 본선 | 미쓰케 · 나가오카 방면          |

## 역사
- 1898년 6월 16일 - 호쿠에쓰 철도의 역으로 개업하였다.
- 1907년 8월 1일 - 국유화에 따라 일본국유철도의 소속이 되었다.
- 1987년 4월 1일 - 민영화에 따라 동일본 여객철도의 소속이 되었다.
- 2008년 3월 15일 - 스이카의 사용이 가능해졌다.

## 인접역
| 동일본 여객철도 신에쓰 본선 | 동일본 여객철도 신에쓰 본선 | 동일본 여객철도 신에쓰 본선 |
| --------------------------- | --------------------------- | --------------------------- |
| 미쓰케 나오에쓰 방면        | ■ 상행 쾌속                 | 히가시산조 니가타 방면      |
| 도코지 나오에쓰 방면        | ■ 보통                      | 히가시산조 니가타 방면      |